# Beryllium-7
Beryllium-7 of 7Be is een onstabiele radioactieve isotoop van beryllium, een aardalkalimetaal. De isotoop komt in kleine hoeveelheden (sporen) op Aarde voor.

## Radioactief verval
Beryllium-7 vervalt door elektronenvangst naar de stabiele isotoop lithium-7:
{\displaystyle {\ce {{^{7}_{4}Be}+{e^{-}}->{^{7}_{3}Li}+{\nu }_{e}}}}
Bij dit verval komt gammastraling vrij. De halveringstijd bedraagt 53,2 dagen.
5Be · 6Be · 7Be · 8Be · 9Be · 10Be · 11Be · 12Be · 13Be · 14Be · 15Be · 16Be · 17Be